# Polonia – Rok 1863
Polonia – Rok 1863 albo Zakuwana Polska – jedno z wcześniejszych dzieł Jana Matejki, namalowane w 1864. Obraz stanowi wyjątek w repertuarze artysty, który w swojej twórczości skupiał się na historii przedrozbiorowej. Tu jednak omawia bieżące wydarzenie – powstanie styczniowe. Polonia – Rok 1863 obecnie znajduje się w dawnych zbiorach Książąt Czartoryskich w Krakowie, w kolekcji Muzeum Narodowego w Krakowie.

## Historia
W 1879 roku Matejko sprzedał obraz księciu Władysławowi Czartoryskiemu za 2000 guldenów. Uważa się, że nabywca nalegał, aby obraz pozostał w takim stanie, w jakim go nabył, bez starannego wykończenia w stylu akademickim charakterystycznym dla artysty. Pomimo początkowej niechęci Jana Matejki do upubliczniania swojego obrazu, od czasu zakupu Polonii przez Władysława Czartoryskiego, pozostał dostępny dla wąskiej publiczności. Obraz trafił z kolekcji Czartoryskiego do wówczas niedawno otwartego Muzeum Czartoryskich w Krakowie, gdzie był wystawiany w sali o tematyce historycznej, obok portretów Jagiellonów, Wazów, Jana III Sobieskiego, Stanisława Augusta i księcia Józefa, a także chorągwi carów szujskich zdobytej przez polskie rycerstwo pod Kłuszynem.

## Opis
Polonia w symboliczny sposób ukazuje cierpienie narodu polskiego w wyniku powstania styczniowego. Jego data rozpoczęcia – rok 1863 – jest wyraźnie zaznaczona na środku obrazu. Sama kompozycja jest statyczna za sprawą symetrycznego rozkładu postaci i ich nieznacznej gestykulacji.
Polska to zakuwana w kajdany młoda kobieta ubrana w czarną suknię, a odrywana od niej kobieta w bieli, w zależności od interpretacji, to Ruś lub Białoruś. Leżące w kałuży krwi, u stóp carskich oficerów, zwłoki częściowo obnażonej kobiety to Litwa. W literaturze przyjęła się również identyfikacja dwóch postaci historycznych znajdujących się w grupie żołnierzy. Oficer stojący nad zakatowaną Litwą to Michaił Murawjow, zwany Wieszatielem, który stłumił powstanie na Litwie, a towarzyszący mu generał Fiodor Berg ukrócił powstanie w Królestwie Polskim. Podczas powstania styczniowego, popularne hasła polskich patriotów nawoływały trzy narody – Polskę, Ruś, Litwę – do wspólnej walki z carem. Na ścianie za Polonią widoczny jest manifest proklamujący wybuch powstania w styczniu 1863, zaś nad nim wisi herb Imperium Rosyjskiego z małym herbem Królestwa Polskiego umieszczonym na piersi imperialnego orła. Po prawej stronie widoczna jest grupa ludzi w obdartych ubraniach, która znajduje się pod nadzorem uzbrojonych żołnierzy. Ze względu na kontekst historyczny, uważa się że ta grupa najprawdopodobniej oczekuje zesłania na Syberię. W latach 1863–1867 na Syberię zostało zesłanych około 25 200 Polaków, co w Polsce było przesiedleniem na niespotykaną wcześniej skalę. Powstańców karano również więzieniem – podczas powstania styczniowego dookoła Cytadeli Warszawskiej zorganizowano dodatkowe więzienia.

## Wątki religijne
Scena ma charakter martyrologiczny, co podkreśla znajdujący się po prawej stronie ukrzyżowany Chrystus. Matejko przekształcił klasyczną ikonografię chrześcijańską – zamiast rany zadanej włócznią przez rzymskiego legionistę Kasjusza, Jezus jest raniony bagnetem przez rosyjskiego żołnierza. Polonia pokazuje również profanację kościoła. W lewym górnym rogu obrazu żołnierz przybrał liturgiczne szaty i wznosi mszalny kielich w toaście, na który odpowiadają mu towarzysze. W obliczu pogrążających okoliczności postać Polonii pozostaje godna i z uniesioną głową patrzy na widza. Miejsce, na którym klęczy jest opisywane przez krytyków jako płyta nagrobna, podkreślając idee mesjanistyczne – Polonia staje się ofiarą na kształt Jezusa Chrystusa, odkupując winy narodu, a w szczególności szlachty, które Jan Matejko ilustrował w tym samym okresie. Tymi obrazami są Kazanie Skargi (1864) oraz Rejtan – Upadek Polski (1866), które były obecne w studio artysty w tym samym czasie i można odczytywać je jako swego rodzaju trylogię. Podobną interpretację polskiej historii reprezentowała krakowska szkoła historyczna, która w swojej historiografii spekulowała, że to "błędy narodu" i postawa szlachty doprowadziły do upadku Polski.
Źródła wskazują na to, że choć Jan Matejko sam nie brał udziału w walkach, to poruszyły go wieści o kościołach niszczonych przez rosyjskich żołnierzy w rewolucji styczniowej. Atak na katolicyzm, oficjalną religię Rzeczpospolitej Polski, był przez Matejkę i innych postrzegany jako element ataku na polską tożsamość narodową.

## Polonia w sztuce

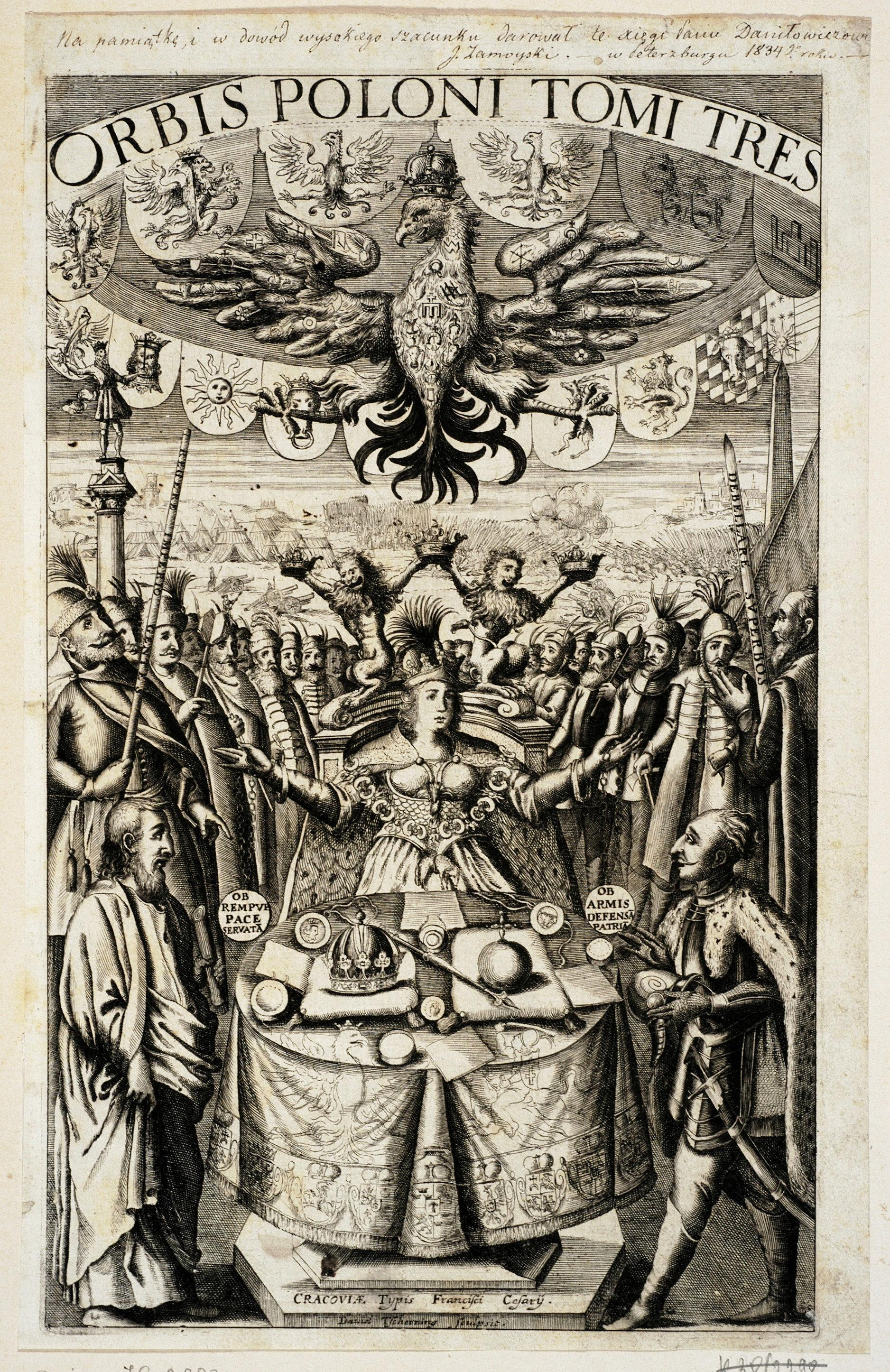
Polonia Szymona Okolskiego, XVII wiek.

Polonia, kobieca personifikacja narodu polskiego, była przedstawiana przez artystów jeszcze w XVI wieku, choć jako symbol jej wygląd i użycie nie zostało usystematyzowane do XVIII wieku. W przedrozbiorowej Polsce Polonia była przedstawiana jako bogato odziana królowa. Sam schemat przedstawiania krajów czy narodów poprzez alegoryczne figury kobiece jest znacznie starszy, czego przykładem jest chociażby Roma. W czasach Jana Matejki najbardziej aktualną figurą tego typu była Marianne, kobiece uosobienie Republiki Francuskiej i jej wiodących wartości, jak wolność, równość i braterstwo. Chociaż te wartości były podziwiane przez dziewiętnastowiecznych Polaków, to w przeciwieństwie do Marianne, Polonia często była ukazywana w religijnym kontekście. Zgodnie z ideami romantycznymi, Polonia odgrywa rolę mesjasza, co jest też zaprezentowane w Polonii Jana Matejki. Jest ukazywana jako obdarta z bogactw, a przede wszystkim królewskich regaliów. Odejście Polonii szlacheckiej do Polonii uciemiężonej pokazuje elastyczność Polonii jako symbolu, który odzwierciadlał jak Polska była postrzegana w danym momencie przez artystę lub szerszą grupę odbiorców.

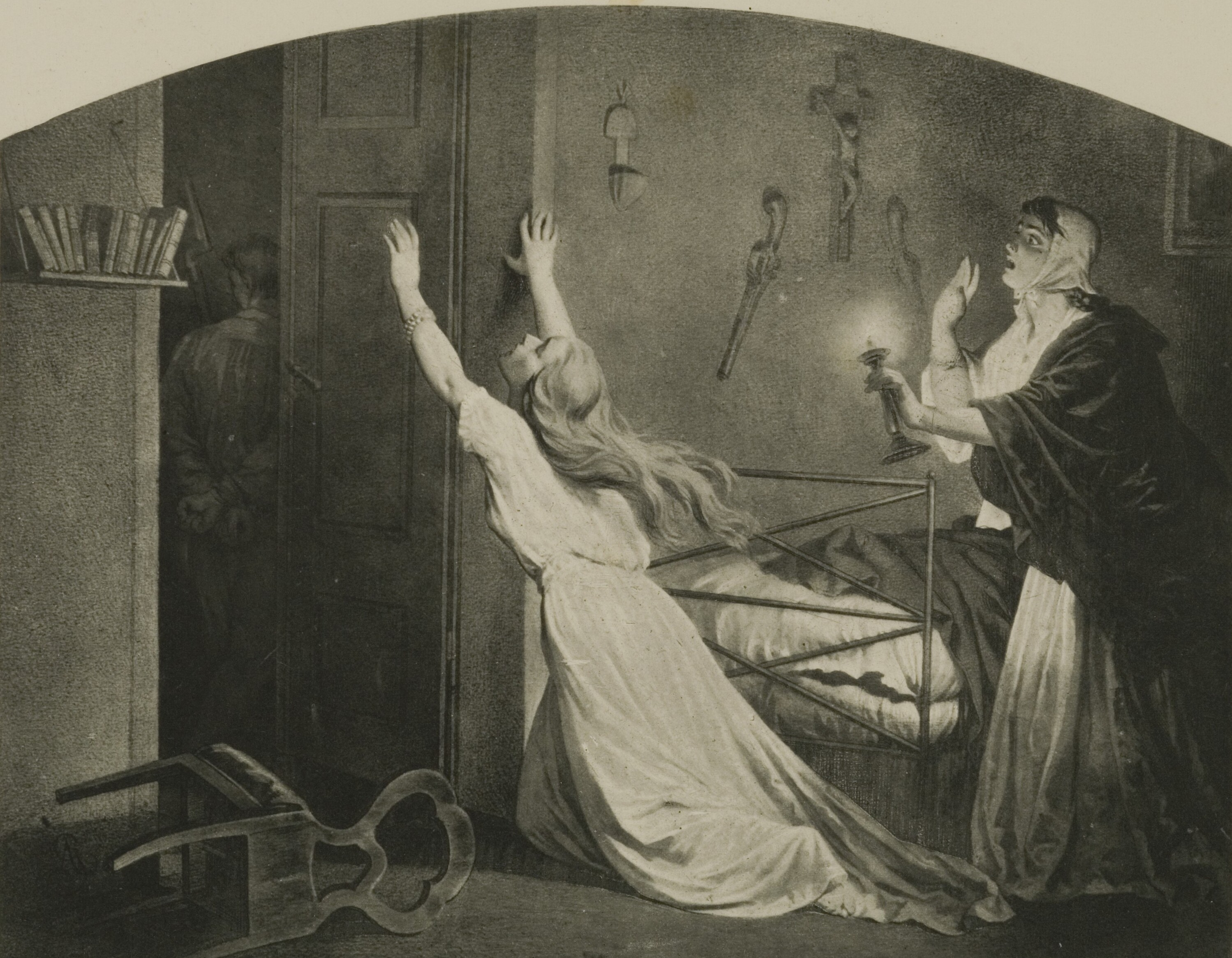
Artur Grottger, cykl "Polonia", II. Branka. 1863.

W ikonografii pierwszym istotnym przykładem zniewolonej Polonii jest Kościuszko ratujący Polskę przed grobem pędzla Michała Stachowicza z 1794 roku. Natomiast cyklem obrazów, które najłatwiej odnieść do pracy Jana Matejki jest Polonia (1863) autorstwa Artura Grottgera, który przedstawił losy powstania styczniowego w dziewięciu rysunkach. Polonia była też często bohaterką w obrazach Jacka Malczewskiego i Stanisława Wyspiańskiego.